# Чхве Ёнджун
Чхве Ёнджун (кор. 최연준, 崔研俊; род. 13 сентября 1999, Соннам, Кёнгидо), более известный как Ёнджун — южнокорейский певец, танцор и модель. Является вокалистом бой-бэнда Tomorrow X Together.

## Биография

### Ранние годы
Чхве Ёнджун родился в Соннаме, провинции Кёнгидо, Южная Корея. В 2014 году стал стажёром в агентстве Cube Entertainment, но затем, после прослушивания, где он исполнил «Boy in Luv» группы BTS перешёл в Big Hit Entertainment.

### 2019 — настоящее время: Дебют в TXT
10 января 2019 года Big Hit Entertainment опубликовали видеоролик с Ёнджуном, тем самым раскрыв первого участника новой мужской группы. Ёнджун официально дебютировал с TXT 4 марта 2019 года с песней «Crown» из мини-альбома The Dream Chapter: Star.
Участвовал в написании песен «Fairy of Shampoo» и «Maze in the Mirror» из мини-альбома The Dream Chapter: Eternity (2020).